# 大垣市立東小学校
大垣市立東小学校（おおがきしりつ ひがししょうがっこう）は、岐阜県大垣市三塚町にある市立小学校。

## 概要
- かつての大垣城の城下町の東部一帯が校区である。
- 大垣市立東中学校とは道路を挟んで隣接しており、大垣市の「小中一貫した教育課程」の研究校の指定を受け、小中一貫教育が行われている。また、特別支援学級の他、大垣市で働く日系ブラジル人生徒のための言語通級、日本語学級を有する。
- かつては大垣市立東幼稚園を併設していたが、2022年（令和4年）に閉園した。

## 沿革
- 1873年（明治6年）
  - 1月 - 興文第四校（伝馬町）、浩然学校（西崎村）、観文学校（室村）、観瀾学校（林本郷村）、喬木学校（高橋村）、藤江学校（藤江村）、南郊学校（南頬村）が開校。
  - 12月 - 興文第一校、興文第二校、興文第三校、興文第四校が師範研習学校附属小学校にあてられる。
- 1876年（明治9年） - 興文第四校が六街学校に改称し、本町に移転。
- 1877年（明治10年） - 師範研習学校が移転し、六街学校の附属小学校指定を廃止。
- 1889年（明治19年） - 各学校が尋常小学校となる。
- 1893年（明治26年） - 六街尋常小学校が六街尋常高等小学校に改称する。同年、大垣第二尋常高等小学校に改称する。
- 1894年（明治27年） - 浩然尋常小学校、観文尋常小学校、観瀾尋常小学校、喬木尋常小学校、藤江尋常小学校、南郊尋常小学校が統合し、七聯尋常小学校となる。同年、大垣第三尋常小学校に改称する。
- 1901年（明治34年） - 大垣第三尋常小学校が大垣第三尋常高等小学校に改称する。
- 1913年（大正2年） - 大垣第二尋常高等小学校と大垣第三尋常高等小学校が統合され、閣東尋常高等小学校になる。「閣東」とは大垣城の東の意味である。
- 1917年（大正6年） - 大垣市東小学校に改称する。
- 1924年（大正13年） - 大垣市東尋常高等小学校に改称する。
- 1934年（昭和9年） - 大垣市東尋常小学校に改称する。
- 1941年（昭和16年） - 大垣東国民学校に改称する。
- 1945年（昭和20年）7月28日 - 大垣空襲により、ほとんどの建物を焼失する。
- 1947年（昭和22年） - 大垣市立東小学校に改称する。
- 1948年（昭和23年） - 現在地に移転。
- 1953年（昭和28年） - 大垣市立東幼稚園が開園する。
- 1958年-1969年 - 現在の校舎が完成する。
- 2022年（令和4年）3月 - 大垣市立東幼稚園が閉園する

## 通学区域
- 東外側町1丁目、栗屋町、歩行町1・2丁目、高橋町1・5丁目、代官町、新地町、東長町、清水町、中町、魚屋町、伝馬町、本町1・2丁目、岐阜町、高屋町1-4丁目、錦町、藤江町1-7丁目、南高橋町1-8丁目、千鳥町1-4丁目、橘町1-4丁目、鹿島町1-5丁目、住吉町1-5丁目、早苗町1-5丁目、貝曽根町の一部、緑園、今宿1-6丁目、鶴見町、三塚町である[1]。

## 進学先中学校
- 大垣市立東中学校

## 大垣市立東幼稚園
- 1953年（昭和28年）開園。2022年（令和4年）3月閉園。園舎は東小学校の校舎の一部を使用していた。
- 4、5歳児を対象とする幼稚園であった。2021年時点の定員は4歳児が30名、5歳児が35名。

## 交通機関
- 名阪近鉄バスソフトピア線「東小前」バス停より徒歩すぐ
  - 大垣駅前バスのりば（大垣駅南）3番のりばより、「ソフトピアジャパン」行き

## 学校周辺
- イオンタウン大垣
- 大垣競輪場

## 著名な卒業生
- 藤井浩人（政治家、元美濃加茂市市長）